# Sint-Petrus-en-Pauluskerk (Loenhout)
De Sint-Petrus-en-Pauluskerk is een parochiekerk in Loenhout, een deelgemeente van Wuustwezel. De laatgotische kerk werd gebouwd rond 1525 en gerestaureerd in 1756 en 2003. In de kerk bevindt zich een retabel van Sint-Quirinus uit 1545, toegeschreven aan Jan van Velthoven.
Sinds 1976 is de kerk een beschermd monument.
Naast de kerk bevindt zich de grafkelder van de familie Montens, de vroegere bewoners van het kasteel van Loenhout. Burgemeesters zoals Dion Stes en Frans Van Riel werden begraven naast de kerk en hun grafsteen is in de kerkmuur ingemetseld.